# Ерошенков, Пётр Макарович
Пётр Макарович Ерошенков (12 февраля 1918 — 27 октября 1963) — командир отделения взвода пешей разведки 222-го стрелкового полка 49-й стрелковой дивизии 10-й армии Западного фронта 1-го Белорусского фронта, сержант.

## Биография
Родился 12 февраля 1918 года на хуторе Кузнеченский Волгоградской области.
В Красной Армии в 1938—1940 годах и с 1941 года. Участник боев на реке Халхин-Гол в 1939 году. На фронте в Великую Отечественную войну с июня 1943 года.
7 января 1944 года с группой разведчиков в районе деревни Шеперево Могилёвской области Белоруссии проник в расположение противника и взял «языка», давшего ценные сведения. За мужество и отвагу 23 января 1944 года награждён орденом Славы 3-й степени.
5 февраля 1944 года взял в плен вражеского пулеметчика. 7 февраля 1944 года награждён орденом Славы 2-й степени.
23 февраля 1944 года проник в расположение обороны противника, забросал гранатами вражеский блиндаж и захватил унтер-офицера. Указом Президиума Верховного Совета СССР от 23 августа 1944 года за образцовое выполнение заданий командования сержант Ерошенков Пётр Макарович награждён орденом Славы 1-й степени, став полным кавалером ордена Славы.
В октябре 1945 года демобилизован. Вернулся на родину. Умер 27 октября 1963 года.